# Дачник (зупинний пункт)
Да́чник (також 10 км) — пасажирський залізничний зупинний пункт Івано-Франківської дирекції Львівської залізниці.
Розташований на південній околиці села Братківці, Тисменицького району, Івано-Франківської області на лінії Івано-Франківськ — Делятин між станціями Тарновиця (9 км) та Братківці (8 км).
Станом на лютий 2019 року щодня три пари дизель-потягів прямують за напрямком Рахів/Яремче — Івано-Франківськ.